# Левицький Віктор Сергійович
Ві́ктор Сергі́йович Леви́цький (нар. 26 вересня 1982, Брянка, Луганська область) — український філософ, кандидат філософських наук, заслужений економіст України.

## Освіта й діяльність
Народився 26 вересня 1982 року в м. Брянка Луганської області. Навчався в Державному університеті інформатики і штучного інтелекту (м. Донецьк), де в 2004 році здобув ступінь бакалавра філософії, а в 2005 — ступінь магістра релігієзнавства. З 2005 до 2008 року навчався в аспірантурі. В 2009 році захистив кандидатську дисертацію і здобув ступінь кандидата філософських наук зі спеціальності 09.00.03 — соціальна філософія та філософія історії за темою «Ідентичність Модерну: соціальний вимір та християнські витоки». До 2010 року працював в Державному університеті інформатики і штучного інтелекту викладачем філософських дисциплін. У 2012 році здобув другу вищу освіту — закінчив Донецький державний університет управління за спеціальністю «Фінанси» (спеціаліст з фінансів).
З 2010 по 2014 рік працював на державній службі, пройшовши шлях від завідувача сектором до заступника міністра. З 28 лютого до 12 березня 2014 року виконував обов'язки міністра доходів і зборів України.
В 2014 році став ініціатором заснування Українського інституту стратегій глобального розвитку і адаптації (Брюссель), а згодом — директором цієї організації.
За час роботи Інститут провів десятки конференцій і круглих столів з теоретичних проблем секулярного суспільства та практичних викликів європейській безпековій моделі. Серед яких, спільні заходи з Єврокомісією, Європейським Парламентом, Парламентом Італії. Інститутом реалізовано (реалізується) декілька проектів: Український консенсус, Постсекулярне суспільство, Україна-2030. Підготовлено наукові публікації (монографії, збірки статей): «Вододіли секуляризації: західний цивілізаційний проєкт та глобальні альтернативи», «Східноукраїнський конфлікт в контексті глобальних трансформацій», «Український консенсус».

## Основні публікації
Левицький В. С. є автором понад 40 наукових публікацій, серед яких дві колективні монографії. Основні наукові інтереси: метафізика, філософія культури, соціальна філософія.
- Левицький В. С. Відповідальність за буття / Віктор Левицький // Схід. — 2014. — № 4. — С. 115—119.
- Левицький В. С. Східноукраїнський конфлікт як наслідок системної кризи в Україні (що відбувається?) / Віктор Левицький // Схід. — 2015. — № 2. — С. 86-90.
- Левицький В. С. Що таке модерн? Дискурс про модернізацію як шлях самоусвідомлення Модерну / Віктор Левицький // Схід. — 2015. — № 4. — С. 45-51.
- Східноукраїнський конфлікт в контексті глобальних трансформацій / Український інститут стратегій глобального розвитку і адаптації. — Донецьк: Східний видавничий дім, 2015. — 364 с. (співавтор та співредактор)
- Вододіли секуляризації: західний цивілізаційний проект та глобальні альтернативи. — Український інститут стратегій глобального розвитку і адаптації. — Вінниця, ТОВ «Нілан-ЛТД», 2015. — 240 с. (співавтор та співредактор)
- Levytskyy V. Religious mobilization of youth through Social networks and ICT. — International Internet Conference FUTURE OF SECULAR WESTERN CIVILIZATION IN GLOBALIZATION PROCESSES May 31, 2017 Kyiv-Brussels-Rome [Архівовано 11 лютого 2020 у Wayback Machine.]
- Levytskyy V. Nature and Essential Characteristics of Classical Rationality // Вестник СПбГУ. Философия и конфликтология. № 3(35). 2019. С. 430—446
- Левицкий В. С. Социальная реальность. Институции интерсубъективности // Вопросы философии. 2018. № 10. С. 77-89 (в соавторстве с Белокобыльским А.В.)
- Левицкий В. С. Рождение современности. Человек в объятиях мифа. Философская сюита. — М.: Рипол-классик, 2019. — 158 с.
- Левицкий В. С. Конкуренция альтернативных проектов цивилизационного развития и роль институтов онтологической ответственности // Актуальные проблемы Европы. № 1. 2020 С. 32-45